# Single Ladies (Put a Ring on It)
Single Ladies (Put a Ring on It) je píseň americké zpěvačky Beyoncé Knowles z jejího třetího alba I Am... Sasha Fierce. Píseň byla vydána 12. října 2008 jako pilotní singl. Producent The-Dream začal píseň tvořit po tajné svatbě Beyoncé a jejího manžela Jay-Z v dubnu 2008. Producenta inspirovaly problémy mužů, kteří se neradi žení. Zpěvačka později pro magazine Billboard řekla, že námět písně se jí líbí, jelikož je to problém, který každý den řeší mnoho žen.
Píseň byla televizí Fuse TV označena jako nejlepší roku 2008. Za song obdržela Beyoncé i tři ceny Grammy včetně té nejprestižnější v kategorii Song roku. Stejné ocenění dostala i na udílení cen Kids Choice Awards, Soul Train Music Awards a Teen Choice Awards. Stanice VH1 zařadila "Single Ladies" na šestnácté místo v pořadí nejlepších písní nulté dekády.

## Videoklip
Černobílý videoklip se natáčel v New Yorku a režie se ujal Jake Nava. V jednoduchém klipu tančí Beyoncé s dalšími dvěma tanečnicemi. Knowles za něj dostala devět nominací na cenu MTV. Nakonec obdržela tři sošky, včetně té pro videoklip roku. V kategorii Nejlepší ženské video, zvítězila Taylor Swift s videoklipem "You Belong with Me". Během poděkování ale vtrhl na pódium nespokojený Kanye West a sebral mladé zpěvačce mikrofon a prohlásil, že cenu měla vyhrát Beyoncé, protože klip k "Single Ladies" považuje za jeden z nejlepších. Celý incident zachránila samotná Beyoncé, která během přijetí ceny pro Videoklip roku vyzvala mladou Taylor Swift, aby se vrátila na pódium a užila si svou velkou chvíli.

## Hitparáda
| Země           | Umístění |
| -------------- | -------- |
| Kanada         | 2        |
| Česko          | 13       |
| Švédsko        | 40       |
| Austrálie      | 5        |
| Francie        | 68       |
| Velká Británie | 7        |
| USA            | 1        |
| Slovensko      | 20       |
| Irsko          | 4        |